# Васькович Григорій Іванович

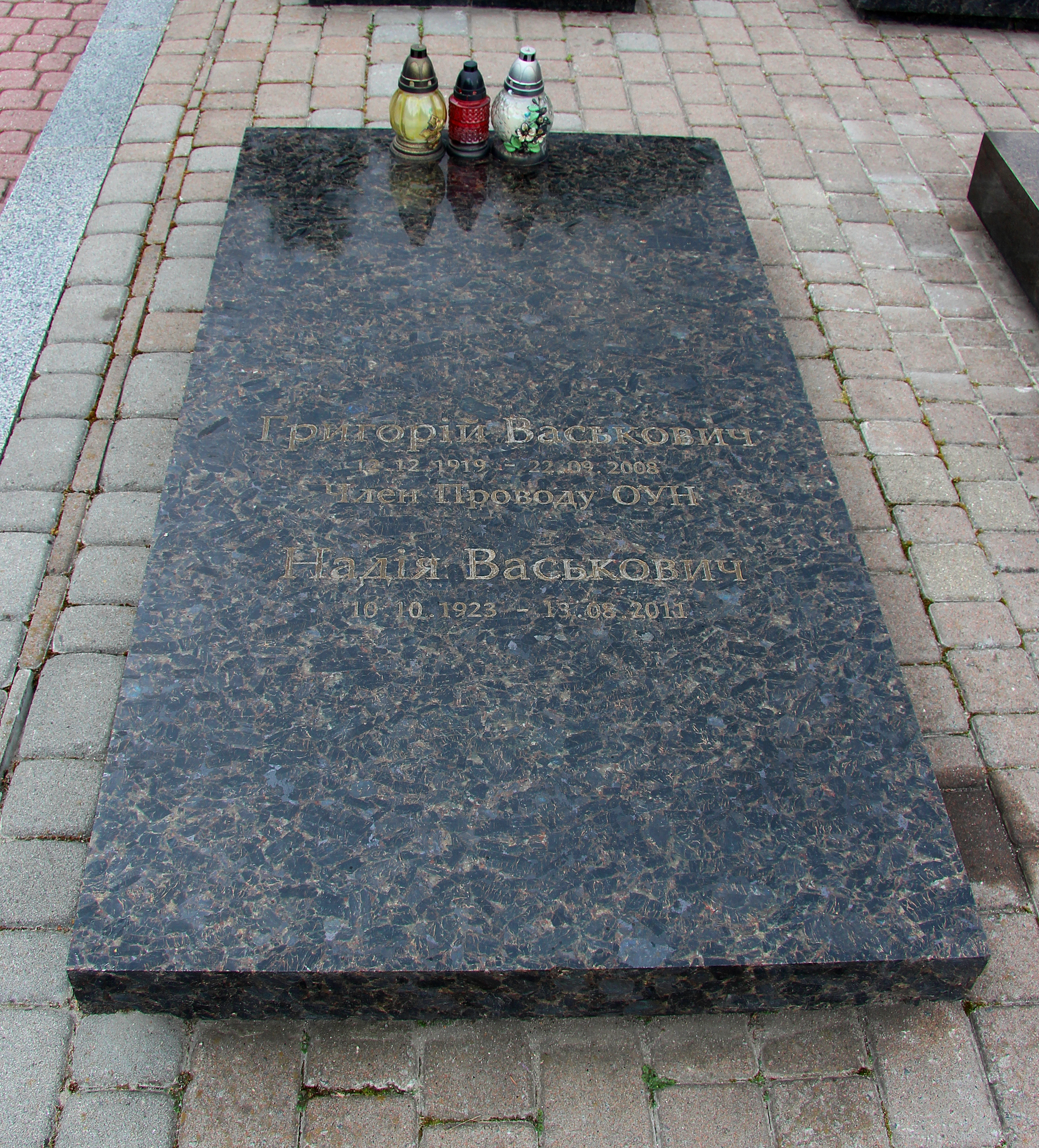
Могила Григорія Васьковича та його дружини Надії на 67 полі Личаківського цвинтаря у Львові

Григорій Іванович Васькович (псевдоніми «Вак», «Вимога», «Б.Занкович»; 12 грудня 1919, Розточки, Долинський повіт — 22 вересня 2008, Львів) — один із засновників Товариства Української Студіюючої Молоді ім. М. Міхновського, заслужений педагог і довголітній член Виховної ради Спілки української молоді. Доктор Григорій Васькович — педагог і психолог, політичний і громадський діяч, видавець, дійсний член НТШ, професор, декан і проректор Українського Вільного Університету у Мюнхені, член Організації Українських Націоналістів.

## Біографія
Григорій Васькович народився 12 грудня 1919 р. в Розточках, Долинського повіту, де й здобув початкову освіту, а згодом гімназійну в Рогатині. До ОУН вступив у березні 1937 р. і виконував доручення Дмитра Мирона та В.  Кука-Леміша. Після виїзду до Кракова, де зустрічався між іншим з Бандерою, Шухевичем, Іваном Климівим-Леґендою і Степаном Ленкавським, та повернення до Львова він у 1944 р. з доручення Організації остаточно виїхав з групою Миколи Лебедя на Захід.
Опинившись у таборі біженців в Інсбруку, Г. Васькович записався до української гімназії й інтенсивно готувався до матуральних іспитів, які склав у березні 1946. Відтак переїхав до Мюнхену і вступив на філософський факультет Українського Вільного Університету. Г. Васькович паралельно, на особисте доручення С. Бандери, працював й у технічному відділі ОУН.

### Праця в УВУ
1950 Г. Васькович закінчив навчання в УВУ, захистив докторську дисертацію і став працювати в реабілітаційному центрі біля Міттенвальду. Водночас був активним у студентському русі, був співзасновником і головою ідеологічної студентської організації ТУСМ ім. М. Міхновського, видавав часопис «Фенікс», допомагав відновлювати Спілку Української Молоді в еміграції.

### ОУН
На початку 50-х виконував доручення у вужчому Проводі ОУН. На пропозицію С. Ленкавського Г. Васькович у 1951 р. став членом Проводу ЗЧ ОУН, де на нього було покладено різні відповідальні функції: він вів підготовку до організаційних конференцій, працював у секретаріаті Проводу, відповідав за кадрові питання й на нього покладено завдання фінансового референта. Г. Васькович займався також публікаціями ОУН, працював у видавництві «Українського самостійника» (1951—1954).
З його ініціативи розпочато будівництво штаб-квартири ОУН у Мюнхені на вулиці Цепелінштрассе, де від 1954 розмітилися різні установи, в тому редакція «Шляху Перемоги», дирекція видавництва «Ціцеро» й централя Антибольшевицького Блоку Народів. В тому часі Г. Васькович, який тривалий час керував видавничою сферою Проводу ОУН, займав також посаду Голови Теренового Проводу Німеччини.
Після розколу т. зв. опозиціонерів- «двійкарів» від ОУН-революційної навесні 1954 °C. Бандера просив Г. Васьковича перебрати важливу референтуру т. зв. Крайових зв'язків, яку він очолював аж до 1959 року. Заслугою Г. Васьковича є поява дуже цінної серії з сімох томів «Бібліотеки Українського Підпільника» (БУП).
Він зорганізував будівництво власного будинку для штаб-квартири Організації…) Г. Васькович 1992 р. повернувся в Україну, щоб першим з-поміж провідних діячів ОУН закордоном ще з передвоєнних часів зустрітися у Києві з останнім командиром УПА і колишнім другом з львівських часів Василем Куком.

### Наукова кар'єра
Почавши від 60-х років, Г. Васькович складає різні вишкільні курси на історичні й ідеологічно-політичні теми, читає лекції з психології та педагогіки виховникам СУМ у різних країнах діаспори, він послідовник виховного ідеалу проф. Г. Ващенка. Він засновує «Інститут суспільно-політичної освіти» (ІСПО) і видає серію виховних матеріалів для позаочного навчання.
З 1965 року Г. Васькович працює викладачем в УВУ і проходить усі академічні щаблі — від лектора до професора психології й педагогіки та декана філософського факультету УВУ, редагує і видає наукові публікації УВУ. Він автор фундаментального дослідження «Шкільництво в Україні 1905—1920» та габілітаційної праці «Кершенштайнер і українська педагогіка», які побачили світ в Україні 1996 року.

### Громадська діяльність
Васькович був довголітнім провідним членом ОУН, близьким співпрацівником С. Бандери, С. Ленкавського і Я. Стецька, професором педагогіки і деканом УВУ, дійсним членом Наукового товариства ім. Шевченка.

### Повернення в Україну
1994 р. Г. Васькович з дружиною Надією, з якою одружений з 1954 р. — у них разом п'ятеро дітей — остаточно переселився на батьківщину до Києва. Із своїх творчих, зокрема науково-видавничих задумів він встиг здійснити лише один, видання книги «Шкільництво в Україні 1905—1920».
У різдвяний час 1996 р. він став жертвою грабіжницького нападу у Києві, з чого залишився важко покаліченим. Останні 12 роки свого життя він прожив інвалідом під домашньою опікою дружини. Після цього випадку Васькович десять років провів у Мюнхені, потім повернувся в Україну і оселився у Львові. Останні роки жив у Львові під опікою медиків з лічниці імені митрополита А. Шептицького
Григорія Васьковича поховано на Алеї Героїв  , що на 67 полі Личаківського цвинтаря.